# Estádio do Futebol Clube de Vizela
O Estádio do Futebol Clube de Vizela é um estádio de futebol localizado na cidade de Vizela, e, onde atua atualmente o Futebol Clube de Vizela. O recinto, constituído por apenas duas bancadas centrais, possui uma capacidade para 6 mil pessoas.
A inauguração do Estádio do Futebol Clube Vizela ocorreu a 12 de Novembro de 1989, pelo Ministro Valente de Oliveira, em dia de muita chuva e com a equipa principal do FC Vizela a defrontar e a perder por 2 x 0 com o primodivisionário Boavista FC.

## História
O complexo desportivo, que veio substituir o pequeno Campo Agostinho de Lima, foi um sonho tornado realidade, graças a uma Direção extremamente empreendedora, que aglutinou o apoio dos maiores industriais da região e, por outro lado, captou donativos mensais da generalidade dos vizelenses que, durante alguns anos, colaboraram expressamente com uma espécie de Comissão Pró-Estádio.
Os terrenos foram oferecidos por José Fernando da Costa Vieira, que a 01 de Janeiro de 2019 passou a ostentar o seu nome na toponímia da estrada de acesso ao complexo desportivo.
À construção inicial do Estádio, juntou-se anos mais tarde uma nova valência, a Bancada Central Nascente, inaugurada a aberta ao público a 09 de Setembro de 2006, e, mais recentemente, a eletrificação que tornou o recinto apto a receber jogos televisionados em horário noturno, cuja inauguração aconteceu a 30 de Dezembro de 2016.
Foram três as ocasiões nas quais o Estádio registou lotação máxima em jogos do FC Vizela: a 29 de Novembro de 1992, numa receção ao Vitória SC, a contar para a Taça de Portugal; a 28 de Janeiro de 2007, novamente diante do Vitória SC, desta feita para a 2.ª Liga; e a 23 de Novembro de 2019, frente ao Benfica, para a prova rainha do futebol português.
O primeiro encontro oficial entre seleções no Estádio do FC Vizela aconteceu no dia 07 de Outubro de 2021. Foi perante uma assistência de mais de cinco mil espectadores que Portugal recebeu a congénere do Liechtenstein e o resultado (11 x 0) foi tão só o mais volumoso da história dos Sub-21.